# 格拉西缅科
格拉西缅科（羅馬化：Gerasimenko，羅馬化：Herasymenko）是乌克兰姓氏，源自人名格拉西姆。著名人物包括：
- 亚历山大·格拉西缅科，白俄罗斯政治人物、外交官
- 基里尔·格拉西缅科，哈萨克斯坦乒乓球运动员
- 尼古拉·格拉西缅科，俄罗斯医生和政治人物

|  | 本页或本分段罗列了姓氏为「格拉西缅科」的人物。 如果是一个指代特定个人的内链将您引导到本页，請考慮修正該人物的名字以將链接指向正確的條目。 |